# Jon Ekerold
Jonathan Ekerold (Johannesburg, 8 ottobre 1946) è un pilota motociclistico sudafricano ritiratosi dall'attività agonistica.

## Carriera
Nato in Sudafrica da madre italiana, Ekerold entrò nel mondo dello sport come pugile, prima di dedicarsi ai motori su influsso dello zio materno.
Debuttò nel motomondiale al GP d'Austria 1975, nel quale fu secondo in 350 con una Yamaha TZ privata. Corse da privato anche nelle annate successive, dapprima preparandosi da solo la moto e in seguito con l'aiuto di preparatori come Helmut Fath e Harald Bartol.
Ottenne la sua prima vittoria al GP di Francia 1977 in 250. Nel 1980 fu campione del mondo in classe 350; titolo particolarmente significativo perché uno dei pochi della storia del mondiale ottenuto da un pilota privato: lo ottenne al termine di una lotta durata sino all'ultima gara con Anton Mang pilotando la Bimota YB3, la prima motocicletta dotata di telaio prodotto dalla Bimota ad essere iscritta direttamente dalla casa riminese, equipaggiata con un propulsore Yamaha. Dopo l'ottenimento dell'iride e una stagione successiva conclusa al secondo posto sempre nella stessa classe, divenne pilota ufficiale della Cagiva, casa motociclistica ai primi passi nel Motomondiale in classe 500: in sella alla Cagiva nC2, Ekerold ottenne i primi punti iridati per la casa varesina.
Il 1983, ultima stagione di corse per l'asso sudafricano, lo vede anche protagonista (su una Honda) del mondiale endurance, durante il quale partecipa alla 8 ore del Nürburgring cogliendo un terzo posto.
Ritiratosi dalle corse, Ekerold aprì una concessionaria Yamaha in Sudafrica, poi ceduta al fratello per dedicarsi all'allevamento di cavalli. Nel 1994 lasciò il Sudafrica per trasferirsi in Germania con la famiglia, gestendo un piccolo team di motocross per i figli. Anche uno dei figli, Jonnie, ed il cognato Alan North, hanno corso come piloti professionisti.

## Risultati nel motomondiale

### Classe 250
| 1976 | Classe | Moto   |   |    |   |   |     |    |   |    |    |   |   |   |  |  | Punti | Pos. |
| ---- | ------ | ------ | - | -- | - | - | --- | -- | - | -- | -- | - | - | - |  |  | ----- | ---- |
| 1976 | 250    | Yamaha | - | NE | - | - | Rit | 12 | - | 11 | 14 | - | 3 | - |  |  | 10    | 15º  |

| 1977 | Classe | Moto   |   |    |   |   |     |   |   |   |    |   |    |   |     |  | Punti | Pos. |
| ---- | ------ | ------ | - | -- | - | - | --- | - | - | - | -- | - | -- | - | --- |  | ----- | ---- |
| 1977 | 250    | Yamaha | - | NE | - | 6 | Rit | 1 | 8 | 7 | 10 | 3 | 12 | 7 | Rit |  | 42    | 8º   |

| 1978 | Classe | Moto                |   |   |    |   |     |     |    |   |    |     |   |   |   |  | Punti | Pos. |
| ---- | ------ | ------------------- | - | - | -- | - | --- | --- | -- | - | -- | --- | - | - | - |  | ----- | ---- |
| 1978 | 250    | Yamaha e Morbidelli | - | 5 | NE | 4 | Rit | Rit | 11 | 4 | 10 | Rit | 6 | 5 | 5 |  | 40    | 9º   |

| 1979 | Classe | Moto   |   |    |   |     |    |   |   |   |   |   |     |     |     |  | Punti | Pos. |
| ---- | ------ | ------ | - | -- | - | --- | -- | - | - | - | - | - | --- | --- | --- |  | ----- | ---- |
| 1979 | 250    | Yamaha | - | NE | 4 | Rit | NQ | - | - | - | - | - | Rit | Rit | Rit |  | 8     | 22º  |

| Legenda | 1º posto        | 2º posto            | 3º posto            | A punti      | Senza punti        | Grassetto – Pole position Corsivo – Giro più veloce |
| Legenda | Gara non valida | Non qual./Non part. | Ritirato/Non class. | Squalificato | '-' Dato non disp. | Grassetto – Pole position Corsivo – Giro più veloce |

### Classe 350
| 1975 | Classe | Moto   |   |   |   |   |   |  |    |    |    |   |   |   |  |  | Punti | Pos. |
| ---- | ------ | ------ | - | - | - | - | - |  | -- | -- | -- | - | - | - |  |  | ----- | ---- |
| 1975 | 350    | Yamaha | - | - | 2 | - | - |  | 10 | NE | NE | - | - | - |  |  | 13    | 16º  |

| 1976 | Classe | Moto   |   |   |   |   |  |   |    |    |   |   |    |   |  |  | Punti | Pos. |
| ---- | ------ | ------ | - | - | - | - |  | - | -- | -- | - | - | -- | - |  |  | ----- | ---- |
| 1976 | 350    | Yamaha | - | - | - | - |  | - | NE | NE | 7 | - | 14 | - |  |  | 4     | 30º  |

| 1977 | Classe | Moto   |   |    |   |    |   |   |   |   |    |   |   |   |     |  | Punti | Pos. |
| ---- | ------ | ------ | - | -- | - | -- | - | - | - | - | -- | - | - | - | --- |  | ----- | ---- |
| 1977 | 350    | Yamaha | - | AN | - | NQ | 6 | 2 | 2 | 6 | NE | 4 | 3 | 9 | Rit |  | 54    | 3º   |

| 1978 | Classe | Moto   |   |    |   |   |     |   |    |   |   |     |   |   |   |  | Punti | Pos. |
| ---- | ------ | ------ | - | -- | - | - | --- | - | -- | - | - | --- | - | - | - |  | ----- | ---- |
| 1978 | 350    | Yamaha | - | NE | 4 | 3 | Rit | 3 | NE | 4 | 5 | Rit | 4 | 4 | 5 |  | 64    | 4º   |

| 1979 | Classe | Moto   |   |   |   |     |     |     |   |    |    |     |    |     |     |  | Punti | Pos. |
| ---- | ------ | ------ | - | - | - | --- | --- | --- | - | -- | -- | --- | -- | --- | --- |  | ----- | ---- |
| 1979 | 350    | Yamaha | 5 | 2 | 1 | Rit | Rit | Rit | - | NE | NE | Rit | 10 | Rit | Rit |  | 34    | 8º   |

| 1980 | Classe | Moto          |   |    |   |    |   |    |    |   |    |   |  |  |  |  | Punti | Pos. |
| ---- | ------ | ------------- | - | -- | - | -- | - | -- | -- | - | -- | - |  |  |  |  | ----- | ---- |
| 1980 | 350    | Bimota-Yamaha | 6 | NE | 1 | NE | 1 | NE | NE | 2 | 10 | 1 |  |  |  |  | 63    | 1º   |

| 1981 | Classe | Moto          |   |   |     |   |    |    |   |  |    |    |    |    |    |   | Punti | Pos. |
| ---- | ------ | ------------- | - | - | --- | - | -- | -- | - |  | -- | -- | -- | -- | -- | - | ----- | ---- |
| 1981 | 350    | Bimota-Yamaha | 1 | 3 | Rit | 1 | NE | NE | 2 |  | NE | NE | NQ | NE | NE | - | 52    | 2º   |

| Legenda | 1º posto        | 2º posto            | 3º posto            | A punti      | Senza punti        | Grassetto – Pole position Corsivo – Giro più veloce |
| Legenda | Gara non valida | Non qual./Non part. | Ritirato/Non class. | Squalificato | '-' Dato non disp. | Grassetto – Pole position Corsivo – Giro più veloce |

### Classe 500
| 1976 | Classe | Moto   |  |  |  |    |   |  |  |  |  |  |  |    |  |  | Punti | Pos. |
| ---- | ------ | ------ |  |  |  | -- | - |  |  |  |  |  |  | -- |  |  | ----- | ---- |
| 1976 | 500    | Yamaha |  |  |  | NE | 6 |  |  |  |  |  |  | NE |  |  | 5     | 13º  |

| 1978 | Classe | Moto   |  |     |     |  |  |  |     |  |  |  |  |    |    |  | Punti | Pos. |
| ---- | ------ | ------ |  | --- | --- |  |  |  | --- |  |  |  |  | -- | -- |  | ----- | ---- |
| 1978 | 500    | Suzuki |  | Rit | Rit |  |  |  | Rit |  |  |  |  | NE | NE |  | 0     |      |

| 1979 | Classe | Moto   |  |     |  |  |  |  |  |  |    |  |   |    |  |  | Punti | Pos. |
| ---- | ------ | ------ |  | --- |  |  |  |  |  |  | -- |  | - | -- |  |  | ----- | ---- |
| 1979 | 500    | Yamaha |  | Rit |  |  |  |  |  |  | NQ |  | - | NE |  |  | 0     |      |

| 1980 | Classe | Moto   |  |  |  |    |     |  |  |    |    |    |  |  |  |  | Punti | Pos. |
| ---- | ------ | ------ |  |  |  | -- | --- |  |  | -- | -- | -- |  |  |  |  | ----- | ---- |
| 1980 | 500    | [ 19 ] |  |  |  | NE | Rit |  |  | NP | NE | NP |  |  |  |  | 0     |      |

| 1981 | Classe | Moto |    |     |     |    |  |    |     |  |  |    |  |  |  |    | Punti | Pos. |
| ---- | ------ | ---- | -- | --- | --- | -- |  | -- | --- |  |  | -- |  |  |  | -- | ----- | ---- |
| 1981 | 500    | Solo | NE | Rit | Rit | NQ |  | NE | Rit |  |  | NQ |  |  |  | NE | 0     |      |

| 1982 | Classe | Moto            |    |    |    |  |  |     |    |     |    |  |    |    |     |    | Punti | Pos. |
| ---- | ------ | --------------- | -- | -- | -- |  |  | --- | -- | --- | -- |  | -- | -- | --- | -- | ----- | ---- |
| 1982 | 500    | Suzuki e Cagiva | 18 | 12 | 18 |  |  | Rit | 16 | Rit | 13 |  | NE | NE | Rit | 10 | 1     | 28º  |

| 1983 | Classe | Moto   |    |    |    |  |  |  |  |     |  |    |  |    |  |  | Punti | Pos. |
| ---- | ------ | ------ | -- | -- | -- |  |  |  |  | --- |  | -- |  | -- |  |  | ----- | ---- |
| 1983 | 500    | Cagiva | 17 | 19 | NQ |  |  |  |  | Rit |  | NQ |  | 24 |  |  | 0     |      |

| Legenda | 1º posto        | 2º posto            | 3º posto            | A punti      | Senza punti        | Grassetto – Pole position Corsivo – Giro più veloce |
| Legenda | Gara non valida | Non qual./Non part. | Ritirato/Non class. | Squalificato | '-' Dato non disp. | Grassetto – Pole position Corsivo – Giro più veloce |